# Географија Монака
Монако је суверена, „град-држава”, која се налази на на обалама Медитерана, у западној Европи. Граничи се са Француском са три стране, а са четрврте, са југа, са Медитераном. Од Италије удаљен је око 16 km а само 13 km од Нице, Француска. Са површином од 2,02 km², или 202 ha, и популацијом од 36.371 становника, чини Монако другом најмањом земљом на свету, као и најгушће насељеном. Монако има границу дужине 4,4 km, и обалу дужине 4,1 km.
Највиша тачка је на врху Chemin des Revoires, са надморском висином од 161 m изнад нивоа мора. Најнижа тачка је медитеранска обала. Монако има две луке: Херкулес и Фонтвил, као и једну оближњу француску луку Кап д'Ај. Једини природни ресурс Монака је риба, односно риболовство. Пошто је скоро цела површина ове државе урбано насеље, овде нема развијене било какве врсте индустрије.

## Клима
Монако има топлу медитеранску климу, која је под утицајем мора и влажне суптропске климе. Као резултат, Монако има топла, сува лета и кишовите зиме. Летња поподнева су веома топла (температура изнад 30 °C), а вечери су такође благе, пријатне због високе температуре морске воде током лета. Током сезоне температура не пада испод 20 °C. Током зиме, снег пада једном или два пута током 10 година.